# ヘリックスブリッジ
ヘリックスブリッジ（英語:Helix Bridge、Double Helix Bridge）、公式名称The Helixはシンガポールのマリーナ・センターからマリーナ・ベイの中のマリーナ・サウスへと至る歩道橋である。公式に開通したのは2010年4月の午前9時だが、マリーナベイ・サンズが建設中だったため当初開通したのは半分のみであった。この橋はベンジャミン・シアーズ・ブリッジの側にあり、ベイフロントブリッジとして知られる道路橋が並行している。ヘリックスブリッジが全て開通したのは2010年7月18日で、この時マリーナベイへと至る道が全て開通した。

## 構造
デザインの担当チームは世界中から集められており、オーストラリアの建築家のフィリップ・コックスと技術エンジニアリングのアラップとシンガポールのArchitects 61から構成された。
天蓋は溶解されたガラスと鋼鉄の網から出来ており、内側の螺旋を取り込む事で歩行者に日陰を作っている。橋には景観を眺めるデッキが4箇所設けられており、シンガポールの地平線とマリーナベイのイベントを眺める絶好のスポットである。夜間にこの橋は二重螺旋構造の光によってイルミネートされ、来訪者に特別な視覚経験を与える。
夜の橋には赤と緑でc,g,a,tの文字がライトアップされるが、これはDNAを構成しているアデニン(A)とグアニン(G)、シトシン(C)とチミン(T)を表している。このデザインは左巻きのDNAをモチーフにしており、これは地球上の一般的なDNAとは逆である。この建物は2010年の左巻きDNAの殿堂入りを果たした。
陸上交通局はこの橋のデザインの技術と構造は世界で最初の事例であると主張している。輸送用建造物の賞である世界建築祭賞を同年に受賞している。またシンガポールの建築・建設庁は2011年にこの橋に賞を授与している。

## 設計
当初からこのプロジェクトは数多くの挑戦に挑んでいた。前浜の遊歩道とつなぎ目が無く調和させるために、弧を描いて湾曲した橋のデザインが要望された。さらに隣の橋が6レーンの車道を有し景観も重厚なのに対して、この橋は軽量の構造で作られる事が望まれた。
熱帯の気候のため、この橋の要件には直射日光と豪雨を妨げる事が含まれていた。これらの要素にさらにランドマークとしての特色を加える事が望まれた結果、このような新しいユニークなデザインとなった。この橋は英国規格5950を用いて科学からデザインを設計されている。
その結果としてこの橋は二重螺旋構造は管状のトラスとしてこの橋の自重を支えている。この手法はDNAの曲線状の構造から着想を得ている。この螺旋の管は橋のデッキの下でお互いに接している。2つの螺旋はそれぞれ一連の支柱に支えられて、硬直化した指輪のように硬い構造を作り出している。この曲線の形状は強力で理想的な配列である。ステンレス鋼の橋は両側共にコンクリートの橋台で支えられている。
全長280mの橋は65mの部分が3つと45ｍの部分が2つで構成されている。もし鋼鉄を真っ直ぐ引き伸ばしたら、全長で2.25kmほどの長さになる。大小それぞれの螺旋はそれぞれ反対の方向に回転しており、直径はそれぞれ10.8m、9.4mである。螺旋の外側は6つの管(直径273mm)で形成されており、それぞれ等間隔に固定されている。螺旋の内側は5つの管で構成されており、管の直径は外側と同様273mmである。川の上で、橋は非常に軽く先が細くなっているステンレスの柱によって支えられている。この柱の中はコンクリートで埋められている。柱は3脚を逆さにした形をしており、橋のそれぞれのパイルキャップを支えている。この橋の重さは全てで1700トンである。

## 建設
この橋はおおよそ650トンのステンレス鋼と、1000トンの炭素鋼から作られており、これらの材料は一時的な構造として使われたほか、橋が螺旋構造を取る事を助けるのに使われている。

この橋の建設は佐藤工業とTTJ Design and Engineering Pte Ltdの協力によって請け負われた。両企業は橋を建築するために支援を行った。佐藤工業はヘリックスブリッジと平行に走るコンクリートの一時的な橋を建設するのに特化したのに対して、TTJ Designはヘリックスの構造の制作をサポートした。このプロジェクトのTTJ Designの主要人物は取締役の张子福、プロジェクトマネージャーのゲイネル・ベラスコ、アーネル・アルコリン、エンジニアのチョン・チー・ウィーンであり、他にも大勢の方がこの橋の建設に携わった。数百名の労働者の貢献があってこの橋は建設された。

### 製造
この橋が実際に建設される前、カーボン鋼でつくられたモックアップで想定される困難を確かめていた。構成物資の製造は北から南まで行われ、シンガポールの道路を運営できる構成物資は部品ごとに集められた。この試みは実際に現地で制作が始まる前に組み立ての誤りを特定するために行われた。

## 配列
ヌクレオチドの配列はマリーナベイ・サンズに向かうに従って、atctggtcgagctcgggtccactccggattctgtgtgtgtgtgtgtgtcaactgaatgaと並んでいる。この配列はどの既知の配列とも一致しない。